# Euryopis megalops
Euryopis megalops är en spindelart som först beskrevs av Lodovico di Caporiacco 1934.  Euryopis megalops ingår i släktet Euryopis och familjen klotspindlar. Inga underarter finns listade i Catalogue of Life.